# Ferdynand Eysymontt
Ferdynand Eysymontt (ur. ok. 1760, zm. 1811) – wojski grodzieński, syn Michała Józefa, chorążego grodzieńskiego i Joanny z Kochtyckich (Kochcickich).

## Sprawowane urzędy
- Wojski grodzieński od 1790 - ostatni na urzędzie.

## Deputat na Trybunał Główny Litewski
- 1789 - z Powiatu Grodzieńskiego

## Życiorys
Pochodził ze znanej rodziny szlacheckiej o tradycjach wojskowych. Był właścicielem dworu w Gudziewiczach, a w roku 1773 w jego imieniu odkupiono Milkowszczyznę od Andrzeja Jakubowicza Eysymontta, zaś około roku 1795 dobra Jabłonów, w parafii Łunna. Był po ojcu kolatorem kościoła Eysymontowskiego. To on zajmował się administrowaniem majątku rodowego, finansując główne posunięcia rodu, podczas kiedy jego kuzyni Aleksander Michał, sprawujący pieczę nad sądami w Grodnie i Maciej Tadeusz zajmowali się działalnością publiczną. W roku 1789 zostaje deputatem na Trybunał Główny Wielkiego Księstwa Litewskiego z powiatu grodzieńskiego, zaś 19 stycznia 1790 wojskim grodzieńskim. W dniu 2 maja 1792 został przez króla Stanisława Augusta Poniatowskiego odznaczony orderem św. Stanisława.

Był jednym z głównych donatariuszy kościoła w Ejsymontach Wielkich, o czym zapis w testamencie złożonym w Sądzie Ziemskim Grodzieńskim z 26 maja 1811, aktykowanego 12 maja 1812. 
Sławne było jego wystąpienie na sejmiku grodzieńskim 14 lutego 1792 roku, gdzie wyrażał całe doświadczenie i cały patriotyzm rodu ejsmontowskiego: 
(…) Słowem w Zygmuncie Auguście tron dziedziczny straciwszy, nieszczęśliwych skutków w elekcji doznawali. W ten czas my sławę i związki w Europie straciwszy, dali łatwo możnowładctwu przystęp. Od tego czasu zasmakowawszy w niepodległości prawu, stopniami przyszli, że nas pod przemoc swą podgarnęli, prawa podeptali, a zamiarom swym pomocne pozostawili, za którym nierządem przyszliśmy na wzgardę u narodów, w jakiej zostawaliśmy. (…) Słodki jest dom Ojczyzny, a Ojczyzny rządnej, w której najrozumniejszy jest zbiór praw i onych bezwzględna ekzekucyja. (…). Te to prawo znikczemnione, co nadawało, co nadawało moc jednej osobie sądzenia, subalterów kredensowania i prawo miecza. Te trzy najpotężniejsze w świecie władze niech ma człowiek? ale nie w wolnym narodzie. (…). Dziś sędziów sami sobie wybierzecie. (…). Łączmy ręka z ręką, mocniej trzymajmy się jedności, bądźmy z królem, bo król jest z nami, a żadna moc nas nadwątlić nie zdoła.
Był też mocno zaangażowany we wsparcie Insurekcji Kościuszkowskiej, wydatkując na dozbrojenie armii 2.000 złotych polskich.
Po upadku Rzeczypospolitej zamieszkał w Jabłonowie, który odkupił od Czetewrtyńskich. Został też wtedy deputatem grodzieńskim do Komisji Wywodowej Szlacheckiej.

## Rodzina
Ożeniony był z Bogumiłą Finkenstein (1770-1791), ze spolonizowanej szlachty pruskiej herbu Ostoja, z którą miał córki Anielę (zmarłą w niemowlęctwie) i Franciszkę Szukiewiczową - żonę Tomasza, zaś po jej śmierci z Józefą z Zawistowskich, (1777-1849). Pozostawił synów – Oktawiusza, kapitana wojska Księstwa Warszawskiego, kawalera krzyża złotego Virtuti Militari oraz Lucjana, członka Towarzystwa Filomatów.